# Château Doisy-Dubroca

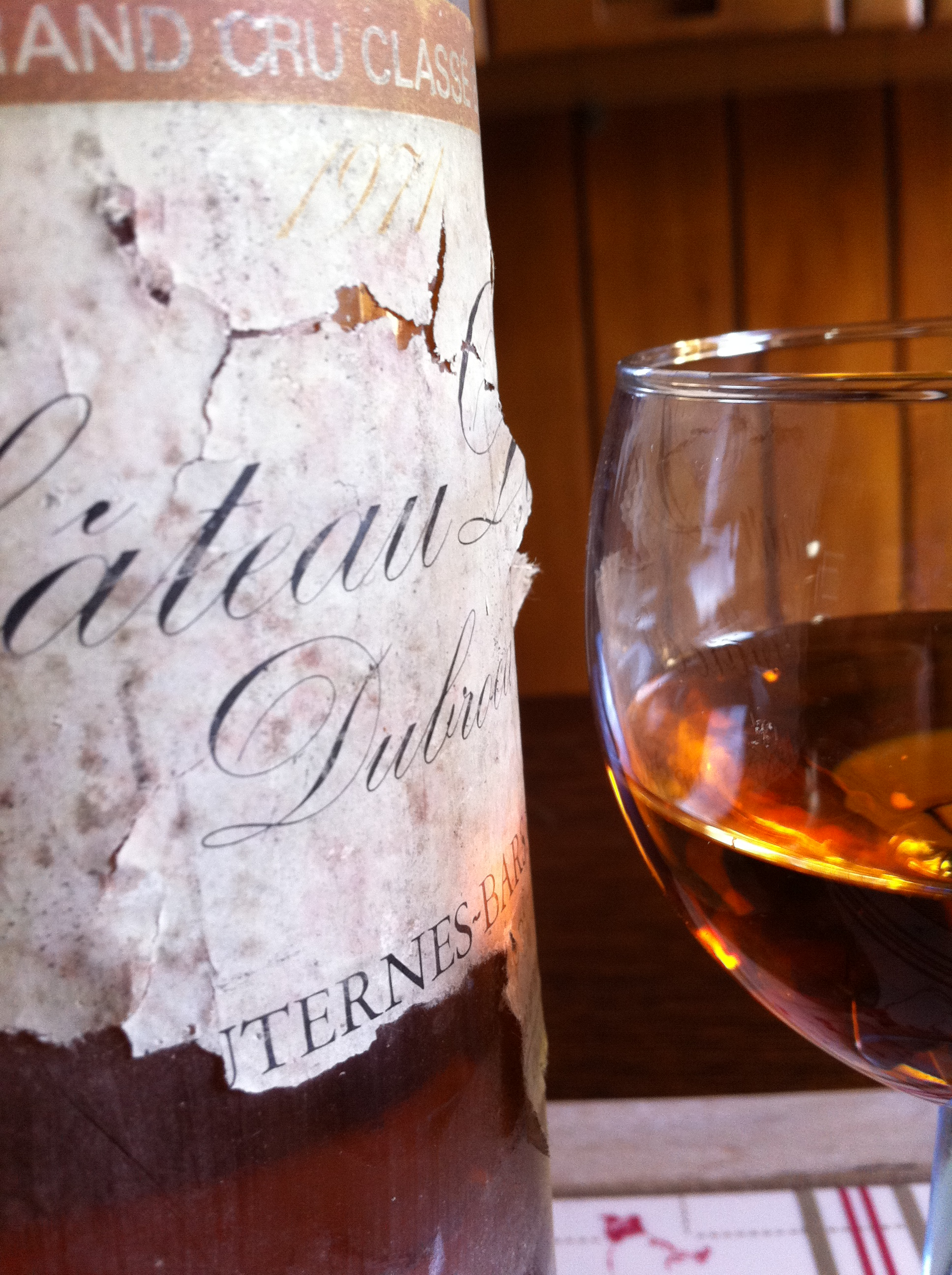
Botella de Château Doisy-Dubroca

El château Doisy-Dubroca es un dominio vitícola situado en Barsac en el departamento francés de la Gironda. El vino blanco dulce que produce, dentro de la AOC Barsac, está clasificado entre los segundos "crus" dentro de la Clasificación Oficial del Vino de Burdeos de 1855.